# Cruguel

Cruguel este o comună în departamentul Morbihan, Franța. În 1 ianuarie 2022 avea o populație de 661 de locuitori.